# Morris Hirsch
Pour les articles homonymes, voir Hirsch.
Morris William Hirsch  (né le 28 juin 1933 à Chicago) est un mathématicien américain.
Hirsch a soutenu en 1958, à l'université de Chicago, une thèse dirigée par Edwin Spanier et Stephen Smale. Depuis les années 1960, il est professeur à l'université de Californie à Berkeley, où il est à présent professeur émérite. Il y a travaillé entre autres avec Smale sur la topologie des systèmes dynamiques.
William Thurston a fait partie de ses étudiants de thèse.
Morris W. Hirsch a été Sloan Fellow en 1964-1966 et Miller Fellow (en) en  1972-73. En 1966, il a été conférencier invité au Congrès international des mathématiciens à Moscou.

## Sélection d'ouvrages
- (avec Stephen Smale et Robert Devaney (de)), Differential equations, dynamical systems and an introduction to chaos, Academic Press, 2004, 2e éd.
- (avec Stephen Smale), Differential equations, dynamical systems and linear algebra, Academic Press, 1974
- Differential Topology [détail des éditions]
- (avec Barry Mazur), Smoothings of piecewise linear manifolds, Princeton University Press, 1974
- (avec C. C. Pugh et M. Shub), Invariant Manifolds, Springer, 1977